# Гилельс, Елизавета Григорьевна
Елизавета Григорьевна Гилельс (30 сентября 1919, Одесса — 13 марта 2008, Москва) — советская и российская скрипачка и музыкальный педагог. Заслуженная артистка РСФСР (1977). Сестра пианиста Эмиля Гилельса, жена скрипача Леонида Когана.

## Биография
Родилась 30 сентября 1919 года в семье виленского мещанина Герца Гиршевича (Григория Григорьевича) Гилельса (1865—1940) и Геси Шмулевны (Самойловны) Гилельс (урождённой Замощиной, в первом браке Динер; 1877—1961). Её отец был бухгалтером на сахарной фабрике, мать занималась воспитанием детей и домашним хозяйством, супруги имели детей от предыдущих браков и жили в скромной квартире на Молдаванке.
Начинала учиться у Петра Соломоновича Столярского, известного музыкального педагога в Одессе. Позже она училась у Абрама Ямпольского в Москве.
В самом начале творческой карьеры играла в дуэте с братом пианистом Эмилем Гилельсом. Высшее достижение — третье место на скрипичном конкурсе Изаи в Брюсселе (1937). После замужества (скрипач Леонид Коган) перешла на преподавательскую работу. Во время Великой Отечественной войны была эвакуирована в Свердловск.
С 1966 года преподавала в Московской консерватории. Профессор с 1987 года. Среди учеников — Илья Груберт, Илья Калер, Стефан Якив, Саша Рождественский.
Награждена орденом «Знак Почёта» (03.06.1937 — за исключительные успехи в области музыкального искусства). Заслуженная артистка РСФСР (08.04.1977).
Похоронена на Новодевичьем кладбище.

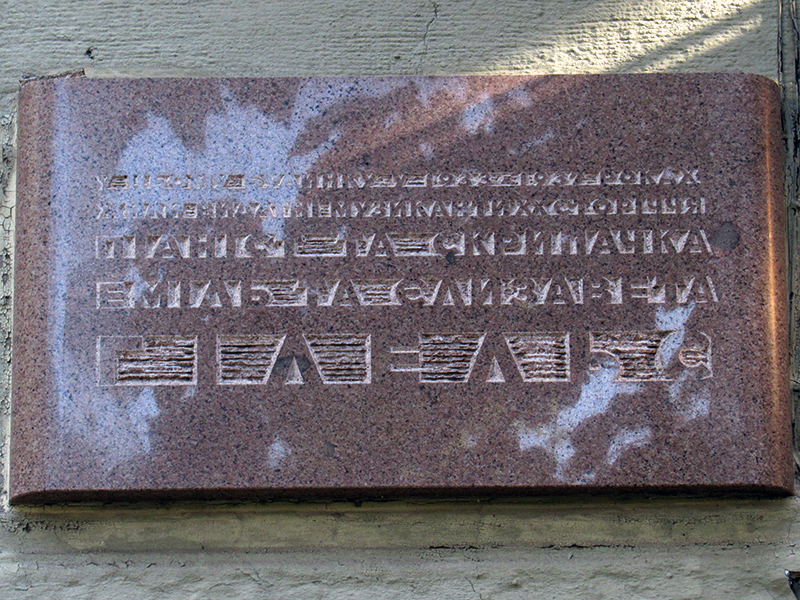
Мемориальная доска Эмилю и Елизавете Гилельс в Одессе в переулке Чайковского, 4, где они жили в 1933—1937.

### Семья
- Муж — Леонид Коган (1924—1982), скрипач и музыкальный педагог, народный артист СССР, лауреат Ленинской премии.
  - Сын — Павел Коган (род. 1952), скрипач, дирижёр, народный артист России.
    - Внук — Дмитрий Коган (1978—2017), скрипач, заслуженный артист РФ.

  - Дочь — Нина Коган (род. 1954), пианистка, многолетний аккомпаниатор отца, профессор Московской консерватории.
    - Внуки: Виктория Юрьевна Коган-Корчинская (род. 1978), пианистка, лауреат международных конкурсов; Даниил Юльевич Милкис (род. 1993), скрипач.